# Yassir Al-Taifi
Yassir Al-Taifi (10 maggio 1971) è un ex calciatore saudita, di ruolo difensore.
Alcune fonti lo citano anche come Yasser Al-Taifi e Jasir Al-Taifi.